# Robaki

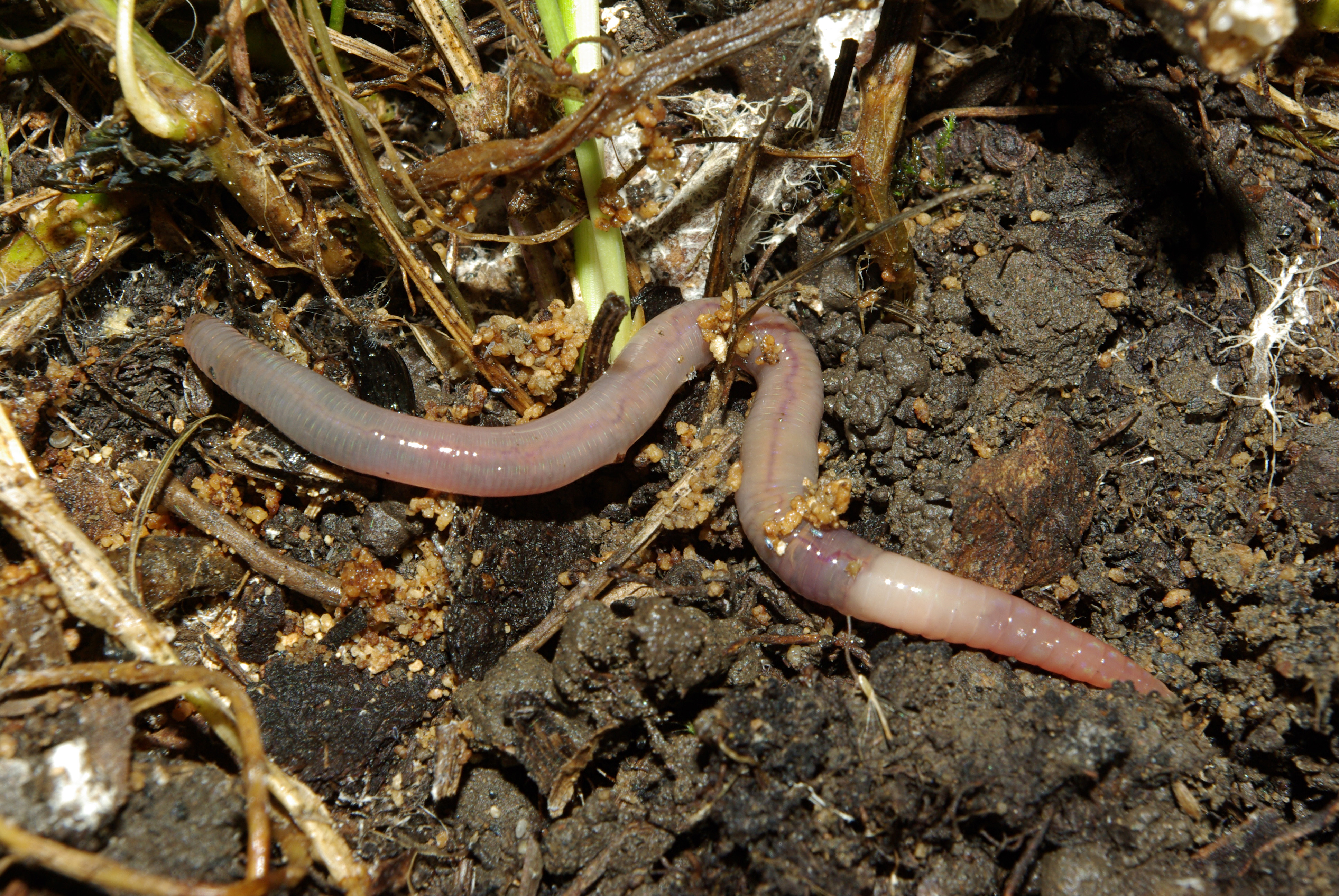
Dżdżownica (Lumbricus terrestris) nazywana jest robakiem, głównie przez wędkarzy

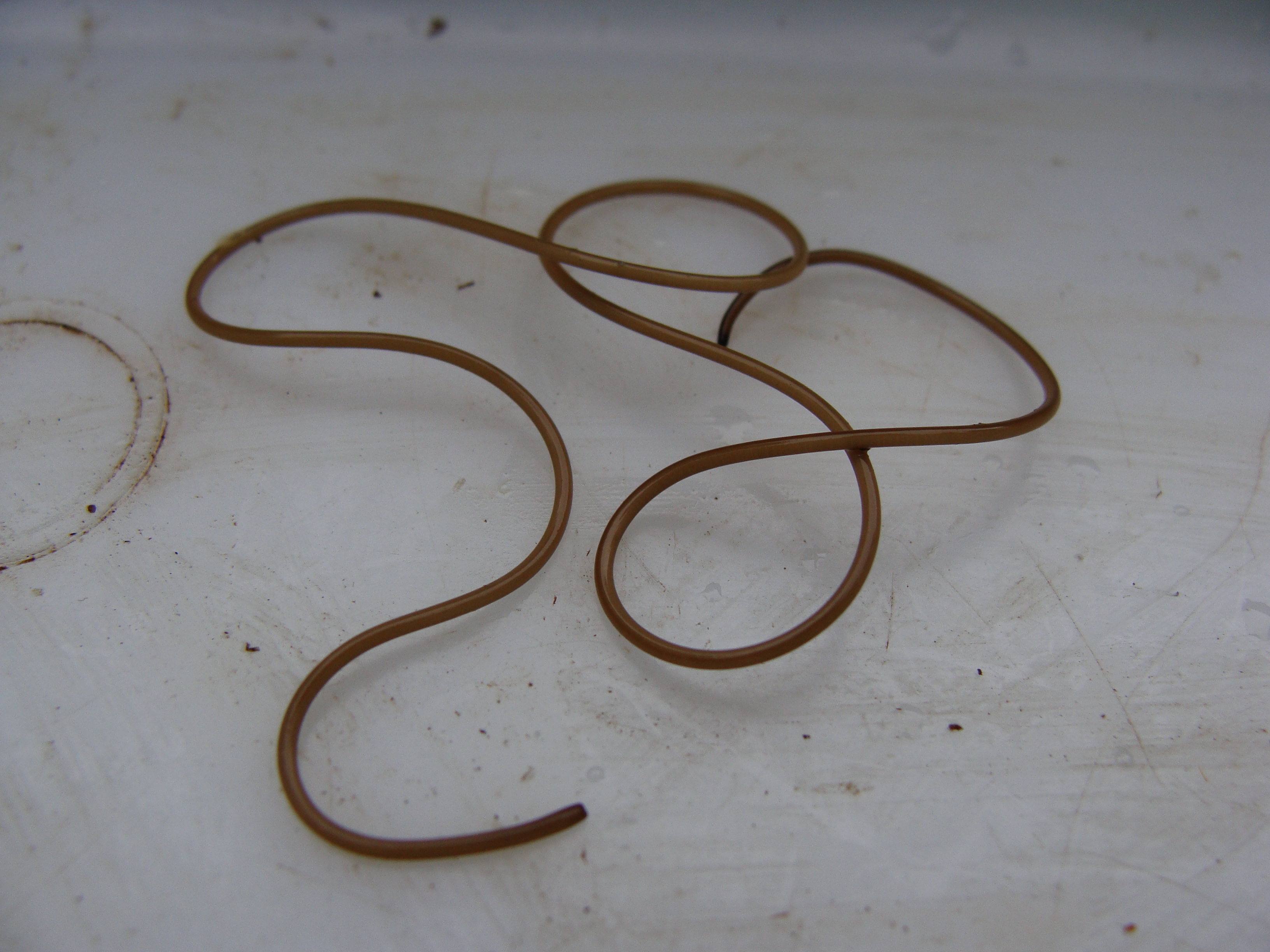
Nitnikowce były dawniej zaliczane do obleńców. Obecnie w randze typu Nematomorpha.

Robaki (Vermes) – w zoologii, przestarzały termin określający wyróżniany dawniej w systematyce organizmów typ bezkręgowców, który zawierał robaki płaskie (płazińce) i robaki obłe (obleńce), a także wstężniaki i pierścienice. W większości przypadków są to pasożyty, np. tasiemce, owsiki, glisty ludzkie, czy pijawki. 
Obecnie grupa ta nie jest uważana za takson. Współcześnie nazwa „robaki” używana jest w zoologii nie w sensie jednostki systematycznej, lecz w odniesieniu do zespołu dość odległych systematycznie grup bezkręgowców, różniących się często najważniejszymi cechami taksonomicznymi. Dla odróżnienia od przestarzałej nazwy używa się określeń „robakopodobne”, „robakokształtne” itp.
W języku potocznym słowem „robaki” lub „robactwo” określa się wszystkie bezkręgowce o obłych kształtach i miękkim ciele o długości większej niż szerokość, np. larwy owadów takie jak czerw lub pędrak, a nawet wszystkie drobne bezkręgowce, zwłaszcza pasożytnicze lub szczególnie dokuczliwe, w tym owady biegające (np. prusak, karaluch).
Naukowej nazwy Vermes użył po raz pierwszy Karol Linneusz w Systema Naturae, w randze gromady. Jean-Baptiste Lamarck zaliczył ją do bezkręgowców (Invertebrata). Do Vermes zaliczali oni zwierzęta bezkręgowe o dwubocznej symetrii ciała i kształcie przeważnie mniej lub bardziej wydłużonym, o narządach wydalniczych typu protonefrydium lub metanefrydium i ośrodkowym układzie nerwowym złożonym z grzbietowego zwoju mózgowego, od którego odchodzą podłużne pnie nerwowe brzuszne. Robaki nie mają odnóży właściwych, a tzw. robaczkowy ruch zawdzięczają skurczom i rozkurczom wora powłokowo-mięśniowego (wora skórnomięśniowego). 